# Luděk Výborný
Luděk Výborný (* 12. prosince 1959) je bývalý český hokejový brankář.

## Hokejová kariéra
V československé lize chytal za CHZ Litvínov a Poldi Kladno. Nastoupil v 64 ligových utkáních. V nižších soutěžích chytal během povinné vojenské služby za Duklu Jihlava „B“ a dále za Lokomotivu Beroun a Baník Karviná.

## Klubové statistiky
| Sezona    | Klub              | Soutěž  | Základní část | Základní část | Základní část | Play-off | Play-off | Play-off |
| Sezona    | Klub              | Soutěž  | Záp.          | POG           | Úsp%          | Záp.     | POG      | Úsp%     |
| --------- | ----------------- | ------- | ------------- | ------------- | ------------- | -------- | -------- | -------- |
| 1979/1980 | Dukla Jihlava „B“ | 2. liga | -             | -             | -             |          |          |          |
| 1980/1981 | Dukla Jihlava „B“ | 2. liga | -             | -             | -             |          |          |          |
| 1981/1982 | CHZ Litvínov      | 1. liga | 5             | 4,07          | 90,0          |          |          |          |
| 1982/1983 | Baník Karviná     | 2. liga | -             | -             | -             |          |          |          |
| 1983/1984 | CHZ Litvínov      | 1. liga | 21            | 2,98          | -             |          |          |          |
| 1984/1985 | CHZ Litvínov      | 1. liga | 15            | 5,84          | -             |          |          |          |
| 1986/1986 | CHZ Litvínov      | 1. liga | 3             | 3,33          | -             |          |          |          |
| 1986/1987 | Poldi Kladno      | 2. liga | 32            | 2,50          | 90,1          | 9        | -        | -        |
| 1987/1988 | Poldi Kladno      | 1. liga | 12            | 4,91          | 85,7          | 9        | 9,05     | 82,1     |
| 1988/1989 | Poldi Kladno      | 1. liga | 8             | 5,05          | 83,2          |          |          |          |
| 1989/1990 | Lokomotiva Beroun | 3. liga | -             | -             | -             |          |          |          |